# Spielgut
Spielgut bezeichnet den Vorrat an Spielmaterialien, Spielzeug, Spielformen, Spielregeln, Spieltraditionen, der zum Spielen zur Verfügung steht.

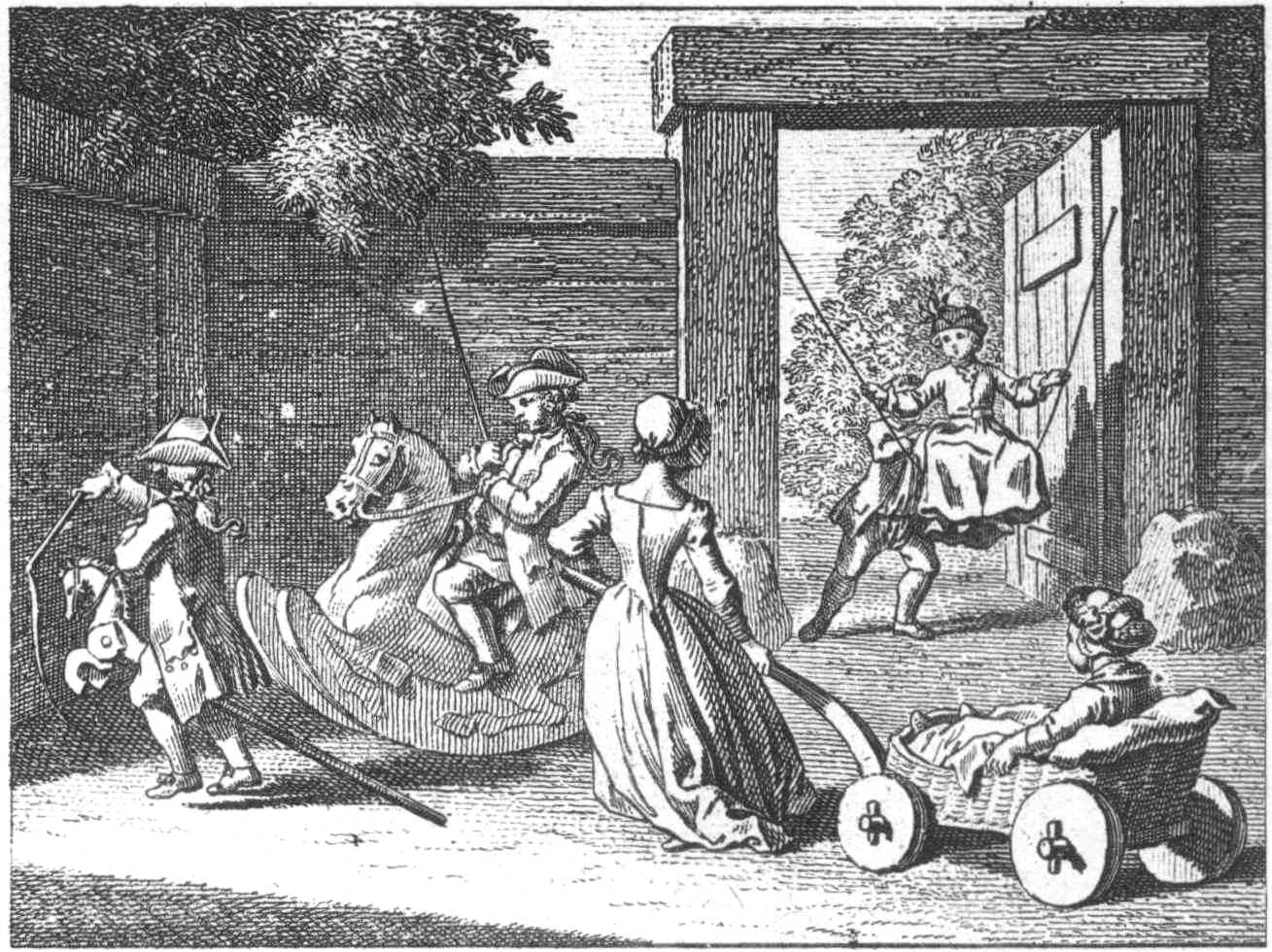
Traditionelles Spielgut in einem Kupferstich von Daniel Chodowiecki, 1774

## Begriff
In Kombination mit dem Wort „Gut“ („kostbarer Besitz“) umfasst der Begriff „Spielgut“ zunächst die Gesamtheit der Gegenstände, die sich zum Spielen eignen. Das können Naturgegenstände oder künstlich hergestellte Gegenstände (Spielwaren) sein. Sie bilden als „Spielmittel“ die Basis des Spielens. Es handelt sich dabei einerseits um bereits vorgefertigtes, zu einer bestimmten spielerischen Nutzung vorgesehenes „Spielzeug“, das nur auf seine Anwendung wartet, wie Bälle, Puppen, Stofftiere, Schaukelpferd oder Dreirad. Es umfasst aber auch unstrukturierte „Spielmaterialien“, die erst mit der Gestaltung durch die Spielenden zum Spielmittel werden, wie beispielsweise Bauklötze, Murmeln, Teppichfliesen, Knetmassen oder Stoffreste. Zum Spielgut zählen in einem weiteren Sinn schließlich auch die „Spielformen“ mit ihrem tradierten Regelwerk sowie  ihren Texten, Versen, Liedformen und Handlungsvarianten, die das Spielen begleiten.

## Historisches
Die Geschichte der Spielmittel lässt sich so weit zurückverfolgen wie die Geschichte der Menschheit.  War das Spielgut in der Frühzeit noch einfach strukturiert und vornehmlich auf selbst gefertigten Spielgegenständen und spontanen Spielaktionen basiert, so erreicht es mit der Entstehung der Hochkulturen beträchtliche Ausmaße an Umfang und Qualität, etwa der Bewegungsspiele, Kampfspiele oder Gesellschaftsspiele. Ihre Entwicklung lässt wesentliche Rückschlüsse auf die Besonderheiten der einzelnen Kulturen und ihre technischen Errungenschaften zu, die auf die unterschiedlichsten weiteren Kulturbereiche wie Dichtung, Musik, Kunst oder Sport ausstrahlen.  Die Publikation des Spielexperten Hein Retter befasst sich ausführlich mit der Entstehung der Spielmittel und der Historie der Verwendung im Erziehungswesen. Der Sammelband des Journalisten Rüdiger Fikentscher verfolgt die Entwicklung des Spielguts und seiner kulturellen Auswirkungen im europäischen Rahmen, und die Autoren Sonja Ganguin und Bernward Hoffmann bringen in ihrem Kompendium zur Darstellung, wie sich die digitale Welt im heutigen Computerzeitalter auf das Spielgut niederschlägt und das gegenwärtige Spielen charakterisiert und dominiert.

## Bedeutung
Spielen ist bereits für das Kleinkind eine unverzichtbare Form des selbstständigen Lernens: „Im Umgang mit Spielgegenständen und Spielmaterial erweitert und differenziert sich das Beobachtungs-, Wahrnehmungs- und Reaktionsvermögen:“ Der Neugiertrieb beflügelt das Explorationsverhalten. Dies gilt auch noch für die späteren Altersphasen, wenn sich der Mensch etwa mit einem technischen oder sportlichen Gerät, beispielsweise einem Smartphone, einem Skateboard oder einem Gleitschirm, vertraut macht.
Die Art und Vielfalt des Spielguts, über das der einzelne Spielende, die aktuelle Spielgemeinschaft oder die Gesellschaft verfügt, sagt Wesentliches über den Anspruch der Spielenden, über die Qualität des Spielens und die Höhe der Spielkultur aus. Bewegungsspiele erweitern das Bewegungsrepertoire und steigern die körperliche Fitness. Denkspiele trainieren das intellektuelle Vermögen. Sozialspiele fördern die Kommunikations- und Kooperationsfähigkeit und damit die soziale Kompetenz. Spielgut stellt dabei nur ein Angebot dar, das zum Leben erweckt werden muss. Seine Wirksamkeit kann sich dabei umso besser entfalten, als das Bedingungsgefüge von den Spielenden erkannt und reflektiert wird. Nach Warwitz/Rudolf entsteht vor allem dann ein hochwertiges Spielgeschehen, wenn das Spielgut nicht nur als ein „Konsumgut“ verstanden wird, mit dem sich kurzweilig Zeit totschlagen lässt, sondern als eine „Gegebenheit mit Aufforderungscharakter“, die es zu kreativem eigenen Gestalten zu nutzen gilt: Um die spielerischen Möglichkeiten des vorhandenen Spielguts auszuschöpfen, bedarf es der Eigeninitiative und der fantasievollen Ausgestaltung durch die Spielenden. Ein noch so unerschöpflich scheinender Spielevorrat schrumpft in der Realität schnell, wenn es an Spielfantasie mangelt.

## Probleme
Der Wert oder Unwert eines Spiels und des Spielens entscheidet sich nicht allein am materiellen Spielgut oder der Spielform. Das bisweilen verteufelte technische oder mechanische Spielzeug ist nicht per se minderwertig. Friedensspiele sind nicht von sich aus gut und Kriegsspiele verwerflich, weil der Begriff Frieden mit etwas Positivem und der Begriff Krieg mit Tod und Verderben verbunden ist: Die von Friedensaposteln oft vorschnell verfemten Kriegsspiele oder die Hämespiele haben nach Auffassung der Spielwissenschaft, ebenso wie die wiederum von Sportspielenthusiasten weithin abgelehnten Friedensspiele, einen gerechtfertigten Platz und erfüllen sinnvolle Funktionen im breiten Spektrum der Spielkultur, vor allem im pädagogischen Rahmen. Abgesehen davon, dass der Symbolcharakter der kritisierten Spiele häufig verkannt und Transferannahmen überschätzt werden, so wird argumentiert, würde es eine Verarmung des Spielguts bedeuten beziehungsweise eine Abwanderung in den Untergrund zur Folge haben, wenn von den Spielenden gewollte Spielformen aus der vielfältigen Spiellandschaft verbannt oder gar verboten würden.
Das vorhandene Spielgut stellt nur ein Angebot an die Spielenden dar. Entscheidend für die Qualität des Spielens und das Niveau der Spielkultur ist sein Umgang durch die Spielenden. Es ist nur so wertvoll, wie es Aufforderungscharakter besitzt und das jeweilige Spielbedürfnis trifft, und es ist nur so langlebig, wie es nicht nur spontanes Interesse weckt, sondern altersgerechte Gestaltungsmöglichkeiten bietet:
Wenn das zur Verfügung stehende Spielgut keine spielerische Anregung bietet und aufgrund seiner mangelnden Motivationskraft langweilt oder das Kind in seiner Nutzung überfordert, kann Überdruss entstehen, der zur Spielverweigerung führt. Spielverweigerung resultiert häufig auch aus einer Übersättigung bei einem Überfluss an Spielzeug. Kinder praktizieren im Anblick des sie überfordernden oder langweilenden Spielzeugs bisweilen eine neue Form der „destruktiven Kreativität“, indem sie das Spielzeug zerstören oder neugierig zerlegen: So meint der Philosoph Georg Wilhelm Friedrich Hegel im Hinblick auf minderwertiges Spielzeug: „Das Vernünftigste aber, was die Kinder mit ihrem Spielzeug machen können, ist, dass sie dasselbe zerbrechen,“  und der Spielpädagoge Hans Scheuerl interpretiert, dass das Kind mit dem Auseinandernehmen und Zerstören des Spielzeugs oft auch seinen eigenen Weg der spielerischen Auseinandersetzung sucht. Es praktiziert ein Entdeckerspiel.